# Tom's Hardware Italia
Tom's Hardware Italia è una pubblicazione online specializzata nel settore tecnologico. Si tratta dell'edizione italiana di Tom's Hardware, storica testata statunitense fondata nel 1996 da Thomas Pabst. Tom's Hardware Italia, come le altre edizioni straniere del Gruppo, è di proprietà di Bestofmedia Group – uno dei tre più importanti editori online mondiali del settore.
Tom's Hardware Italia pubblica quotidianamente notizie, articoli, recensioni, approfondimenti e video riguardanti il settore web, hardware e IT. In dettaglio, la redazione italiana, in network con le altre 11 presenti in tutto il mondo, si preoccupa di aggiornare i lettori su tutte le novità che hanno a fare con CPU, motherboard, RAM, grafica, monitor, storage, periferiche, telefonia mobile, notebook, elettronica di consumo e videogiochi.
Le Tom's Guide - che danno il nome ad un canale del sito - sono il frutto di recensioni e comparative di prodotti hardware e di elettronica di consumo effettuate in laboratorio. A queste si aggiungono approfondimenti tariffari riguardanti le offerte ADSL e della telefonia mobile, oltre che editoriali e recensioni dal mondo del gaming con la nascita, nel 2017, di Game Division.
La creazione dell'area Business ha consentito di coprire anche settori come Net Economy, e-government, diritto d'autore, privacy.

## Storia
Tom's Hardware Italia è nato nel 2003. La redazione italiana consta di diciannove collaboratori a tempo pieno e altre collaborazioni di prestigio. Il team THG Italia ha sviluppato nel tempo una serie di partnership con Yahoo!, Kelkoo, Mondadori.com e Leonardo.it. Nel giugno del 2008 Tom's Hardware Italia è entrato a far parte del gruppo francese BestOfMedia.
Da febbraio 2012 a giugno 2017 Tom's Hardware Italia è stata partner del Gruppo Espresso - La Repubblica.it. Nel luglio 2013 BestOfMedia Group è stata acquisita dalla statunitense Purch, Inc. (precedentemente conosciuta come TechMediaNetwork). Tom's Hardware Italia è partner del Fatto Quotidiano online.
Dal 9 settembre 2013 Tom's Hardware Italia è regolarmente registrata come testata giornalistica presso il Tribunale di Milano. Il direttore responsabile è Pino Bruno.
Il 17 agosto 2017 a seguito dell'attentato avvenuto a Barcellona, perde la vita Bruno Gulotta, responsabile marketing e vendite di Tom's Hardware Italia.